# Alloimmunologiczna małopłytkowość noworodków
Alloimmunologiczna małopłytkowość noworodków (NAITP) – skaza krwotoczna małopłytkowa występująca u noworodków spowodowana obecnością przeciwciał przeciwpłytkowych klasy IgG przenikających od matki przez łożysko do płodu. Przeciwciała te mogą powstać u matki w wyniku kontaktu z płytkami płodu. NAITP dotyka także 50% noworodków matek chorych na samoistną plamicę małopłytkową. W badaniach laboratoryjnych zwykle diagnozuje się znacznego stopnia małopłytkowość. U około 5% noworodków obserwuje się krwawienia do OUN stanowiące poważne zagrożenie życia. Śmiertelność okołoporodowa sięga 7%. Każda kolejna ciąża stanowi coraz to większe ryzyko NAITP u płodu.
Leczenie polega na podawaniu dożylnego wlewu IgG. Można stosować glikokortykosteroidy.